# بطاقة حمراء للمسيئين

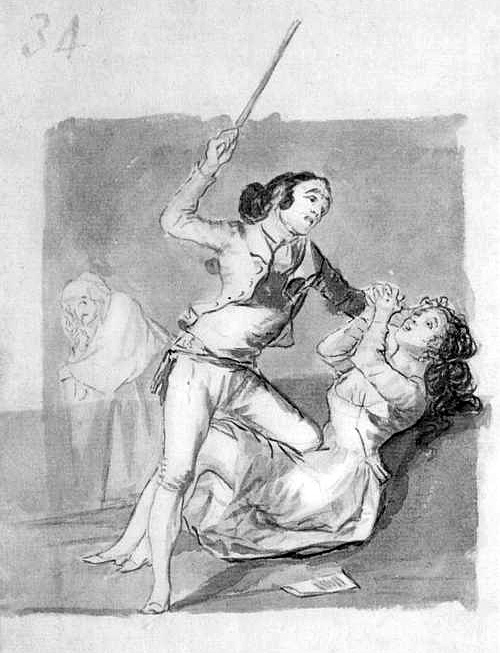

إظهار بطاقة حمراء للمسيئيين، (بالإسبانية: sala tarjeta raja al maltratador) هي حملة أُطلقت ضد العنف المنزلي من قبل وزارة المساواة الأسبانية في 18 مارس 2010 وحصلت علي دعم الكثير من الفنانيين والصحفيين والرياضيين المشهورين، وتعتبر تلك الحملة فعالة للغاية في المساعدة علي«التخلي عن التواطؤ واتخاذ خطوة جديدة لصالح العدالة».
وتشجع تلك المٌبادرة كل مواطن علي إظهار تلك البطاقة الحمراء كرمز لإدانة أي شكل من أشكال العنف ضد المرأة ومكافحة الإساءة بفعالية وقد تم التأكيد خلال هـذه المبادرة علي أن العنف ليس له مكان في المجتمع.
وفِي تلك المبادرة يشرح المؤلفان أن الهدف منها هو توليد حركة أجتماعية بحيث يرحب الجميع، شخصياً بهذا الرمز ويجعله «ملكاً لهم».
تم إعداد سلسلة من البرامج التلفزيونية للتوعية عن قضية العنف.
وشارك العديد من المهنيين من مناطق مختلفة (مجاناً) مع بطاقة حمراء تقول بجزم «لا لأي أعتداء علي النساء».

## وصلات خارجية
الموقع الرسمي